# Ricordati che devi morire (singolo)
Ricordati che devi morire è un singolo di Luca Laurenti pubblicato il 14 novembre 2011.

## Descrizione
Il titolo e il testo del brano ripetono la famosa ed omonima frase che lo stesso Laurenti ripete sempre nei programmi Ciao Darwin e Avanti un altro! (Ricordati che devi morire), entrambi presentati con Paolo Bonolis. In particolare il singolo viene utilizzato in quest'ultima trasmissione dal 21 novembre 2011 a oggi.

## Tracce
Testi e musiche di Luca Laurenti.
1. Luca Laurenti – Ricordati che devi morire – 2:36

Durata totale: 2:36